# Alue Gajah (Tadu Raya)
Alue Gajah is een bestuurslaag in het regentschap Nagan Raya van de provincie Atjeh, Indonesië. Alue Gajah telt 105 inwoners (volkstelling 2010).